# Midodrin
Midodrin ist ein Arzneistoff, der zur Behandlung von hypotonen Kreislaufstörungen (orthostatische Hypotonie) dient. Es handelt sich dabei um ein Prodrug, dessen Metabolit Desglymidodrin den eigentlichen Wirkstoff darstellt.
Der Arzneistoff wird in Form seines Hydrochlorids angewandt.

## Chemische Struktur
Midodrin enthält die Grundstruktur 2-Phenylethylamin, die auch den körpereigenen Neurotransmittern  Adrenalin und Noradrenalin zugrunde liegt.

### Stereochemie
Midodrin enthält ein Stereozentrum und besteht aus zwei Enantiomeren. Hierbei handelt es sich um ein Racemat, also ein 1:1-Gemisch von (R)- und der (S)-Form:
| Enantiomere von Midodrin | Enantiomere von Midodrin |
| ------------------------ | ------------------------ |
| CAS-Nummer: 133163-25-4  | CAS-Nummer: 133267-39-7  |

## Pharmakokinetik und Wirkung

Strukturformel von Desglymidodrin

Durch Amidspaltung (Deglycinierung) entsteht im Organismus aus der Vorstufe Midodrin die aktive Substanz Desglymidodrin. Diese kann die Blut-Hirn-Schranke nur schwer überwinden. Desglymidodrin ist ein Agonist an α1-Adrenozeptoren (direktes Sympathomimetikum) und bewirkt eine Erhöhung des Tonus der arteriellen und venösen Gefäßmuskulatur und steigert dadurch den Blutdruck (Vasokonstriktion).

## Handelsnamen
Gutron (D, A, CH)